# Jesús Castaño

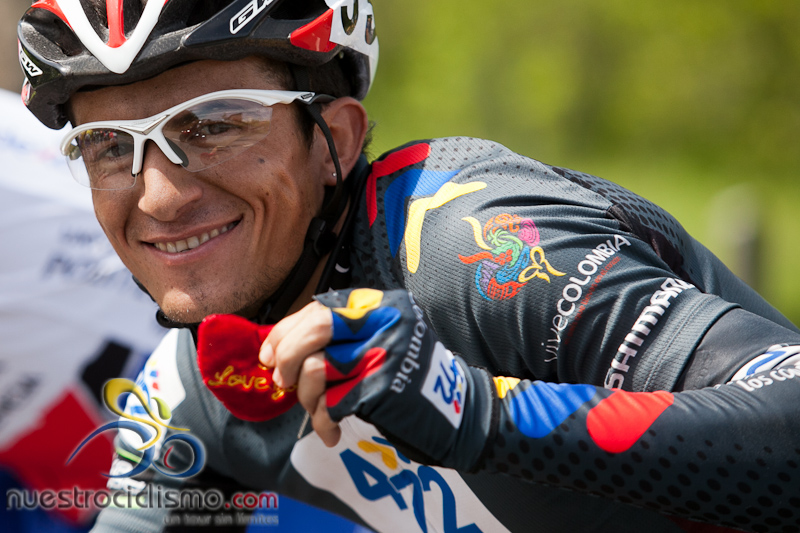
Jesús Castaño bei der Vuelta a Colombia 2012

Jesús David Castaño Orozco (* 11. Februar 1986) ist ein ehemaliger kolumbianischer Straßenradrennfahrer.
Jesús Castaño begann seine Karriere 2008 bei dem kolumbianischen Continental Team Colombia es Pasion Coldeportes. In seinem ersten Jahr dort wurde er Dritter der Gesamtwertung beim Clasica Alcaldía de Pasca. Beim Clasica Marinilla belegte er auf dem dritten Teilstück den zweiten Platz. Bei der Vuelta a Guatemala konnte Castaño die vierte Etappe nach Jalapa für sich entscheiden. 2013 beendete er seine Radsportlaufbahn.

## Erfolge
2008
- eine Etappe Vuelta a Guatemala

## Teams
- 2008 Colombia es Pasion Coldeportes
- 2009 Indeportes Antioquia-Idea-Fla
- 2010 Fuerzas Armadas-Ejercito Nacional
- 2012 472-Colombia
- 2013 472-Colombia